# Cultuurhuis De Keizer
Cultuurhuis De Keizer is cultuurhuis in de West-Vlaamse gemeente Lichtervelde. Het huis biedt onder meer theatervoorstellingen en concerten aan, naast filmvoorstellingen in een authentieke dorpsbioscoop.

## Cinema De Keizer
Cinema De Keizer veranderde nauwelijks sinds zijn bestaan. Het is de enige nog resterende zaal uit de Belgische filmpionierstijd die nog films vertoont. De zaal werd uitgebaat door Gerard Debaillie sinds 1924. Aangenomen wordt dat de allereerste filmprojectie Don Juan was, op 6 augustus 1926. Toen Gerard in 1972 overleed, nam zijn dochter Agnes Debaillie de zaak over. Zij overleed op 16 mei 2012 op 83-jarige leeftijd.
De cinema toont hoe film en ontspanning hun intrede doen op het platteland en hoe dit medium een aantrekkingskracht uitoefent op Jan met de pet en de elite, op jong en oud, op beide geslachten en in midden West-Vlaanderen. De Keizer was niet louter een bioscoop; het was een ontmoetingsplaats. De betaalde vakantie in 1936 geeft de werkman vrije tijd én centen. Het verklaart het succes van de film voor en na de Tweede Wereldoorlog.

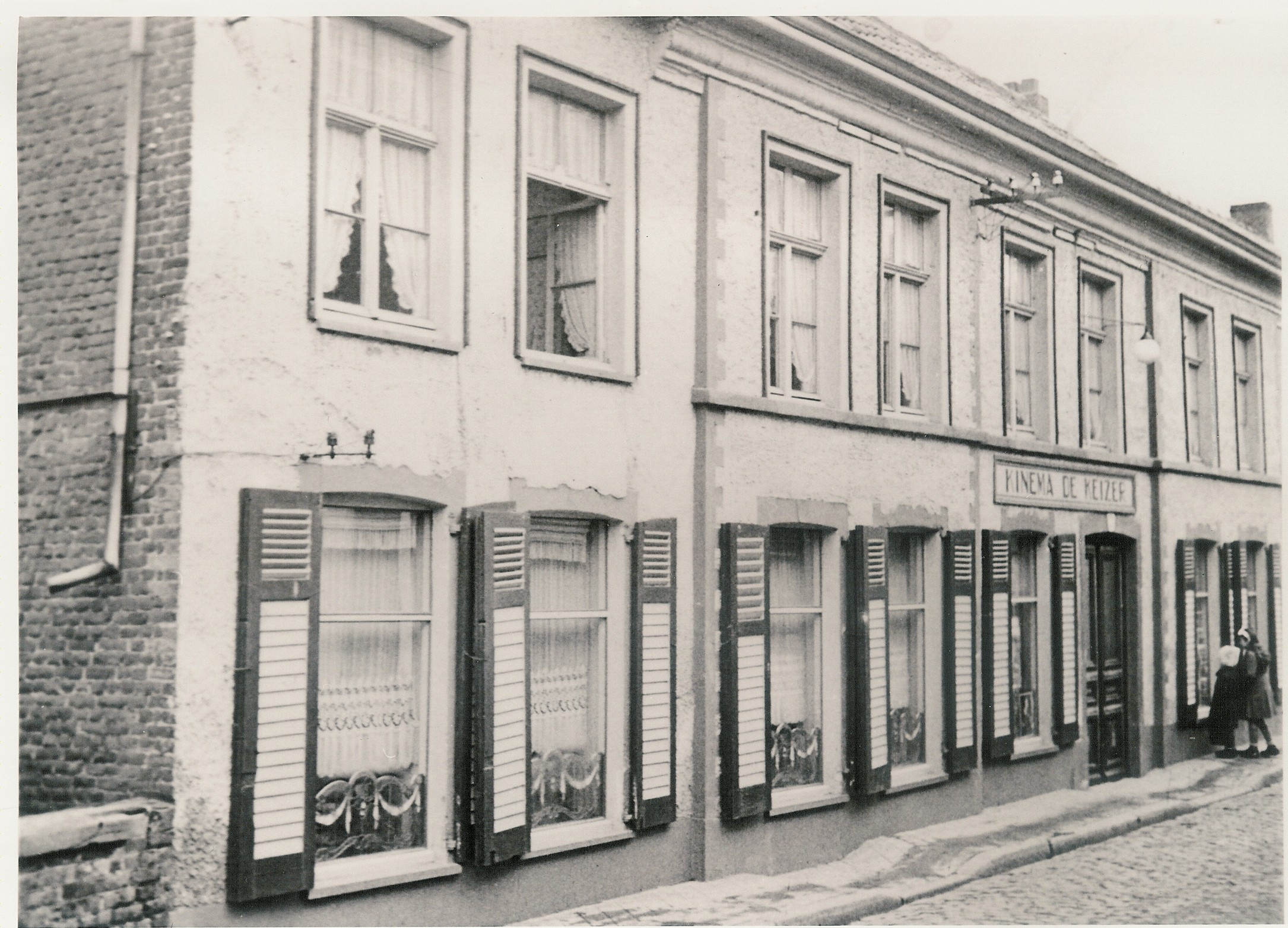
De filmgeschiedenis start in 1924 als Gerard Debaillie De Keizer koopt. De foto van omstreeks 1937 toont de jonge elektriciteitsaansluiting en de brug over de niet overdekte Zwanebeek. Twee kinderen kijken naar het nieuwe filmprogramma. De Keizer is een vaste waarde in het regionale ontspanningsleven.

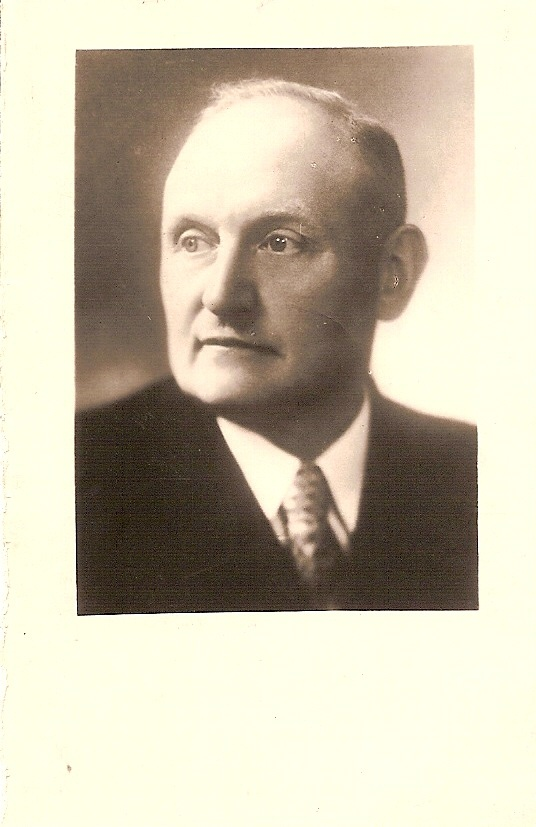
Gerard Debaillie, filmpionier in België.

## Gerard Debaillie
De filmgeschiedenis van De Keizer start in 1924, zes jaar na de Eerste Wereldoorlog. Gerard Debaillie koopt met Marie-Louise Ramboer, net voor hun huwelijk het herenhuis De Keizer. Hij installeert er tegen pastoors wil zijn projector in de bovenzaal van het café. Hij kent het werk van de vroege filmpioniers Georges Méliès (met zijn Le voyage dans la lune) of de Gebroeders Lumière. Omdat Lichtervelde geen elektriciteitsnet heeft, wekt hij stroom op met een generator op de binnenkoer.

### Don Juan
Don Juan van Alan Crosland is de eerste film. Voordien trekt Debaillie rond en vertoont hij stomme films in parochiezalen of in open lucht. Een vaste datum is Rerum Novarum met projecties voor het Christen Werknemersverbond. Bij zijn reizen transporteren veevoedervrachtwagens van Debaillie de installatie. Naast de stapvoets rijdende vrachtwagens lopen trompetterende vrienden die reclame maken en de vertoning opluisteren. Op 22 juli 1928 wordt Agnes Debaillie geboren. In 1929 is er de aansluiting op het elektriciteitsnet. Eind jaren dertig begint Gerard 's zaterdags film te tonen. Daarom verhuist in 1938 de fanfare en de vereniging De Burgersgilde die sinds hun ontstaan hier hun onderkomen vinden, naar de Statiestraat.

### Tot in Brussel
Gerard Debaillie sluit contracten, woont galavoorstellingen bij en gaat films halen naar het Martelaarsplein in Brussel. En hij keert terug naar Lichtervelde met Vlaamse titels zoals 'Onder het roode kleed' of 'De vroolijke gescheidene' met Ginger Rogers en Fred Astaire. In Brussel ontmoet hij samen met zijn dochter Sophia Loren en Shirley Temple. Eind jaren zestig wordt hij ziek en in 1972 overlijdt hij, waarna Agnes zijn werk voortzet.

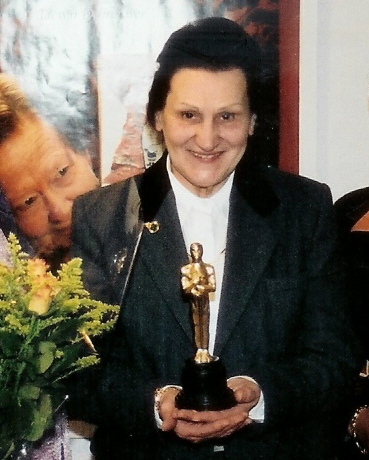
Agnes Debaillie werd op 22 juli 1928 in Cinema de Keizer geboren en overleed op 16 mei 2012. Op de foto houdt Agnes de Oscar vast die ze achter de schermen kreeg van Lieven Debrauwer bij de voorstelling van Pauline en Paulette. Foto: Tom Vanhaeverbeke

Cinema Paradiso" dacht ik altijd over het zaaltje van Agnes Debaillie, naar de gelijknamige Italiaanse prachtfilm die de liefde voor de cinema uitzingt.
— Brigitte Raskin

## Agnes Debaillie
Agnes Debaillie werd op 22 juli 1928 in Cinema de Keizer geboren en overleed op 16 mei 2012 in het Sint Rembertziekenhuis in Torhout. In navolging van haar vader, baatte ze de cinema haar hele leven uit. Agnes was enige dochter en had vier broers: Georges, Frans, Paul en Raf.

### Gezinsfilm
"Ik ben een klein lichtje te velde en Kinepolis is de grote ster aan het firmament" zei Agnes graag. Ze verwees ermee naar haar geboortedorp -zelf is ze geboren in de bioscoop- en de concurrentie van de laatste decennia. "De cinema is meer dan een microbe, het is een virus." In haar dorpsbioscoop draaide ze voornamelijk kinder-, familie- en cultuurfilms, kinderen waren haar doelpubliek. Een kaartje kostte vijf euro, als Agnes geen korting gaf, tenminste. Ze wou kinderen en ouders goede kinder- en jeugdfilms aanbieden "als alternatief voor het geweld dat dezer dagen van de bioscoop- en televisieschermen druipt" zei ze zelf. Zij meende dat een gevoelige film in een authentieke dorpscinema de ideale combinatie is. Ondanks haar leeftijd hield zij de erfenis van haar vader in ere "uit liefde voor de film". In 1998 ontving zij voor haar inspanningen en haar filmpassie de Lichterveldse persprijs; het bronzen accordeon.

Mijn ouders hebben de cinema opgericht. Ik heb er eigenlijk niet zo veel verdiensten aan. Ik zet enkel hun werk verder.
— Agnes Debaillie

Na de overstromingen in 2005 evacueerde de brandweer Agnes tweemaal. Ongerust over haar cinema kneep ze ertussenuit en ging van het gemeentehuis terug naar haar cinema. Toen het water halfweg haar lenden stond, brachten de hulpdiensten haar onder bij familie. Sinds 2010 verbleef ze in een woonzorgcentrum in Zwevezele en negen dagen voor haar overlijden kwam ze terug naar Lichtervelde. Vrienden hielden de bioscoop draaiende.

### Galerij

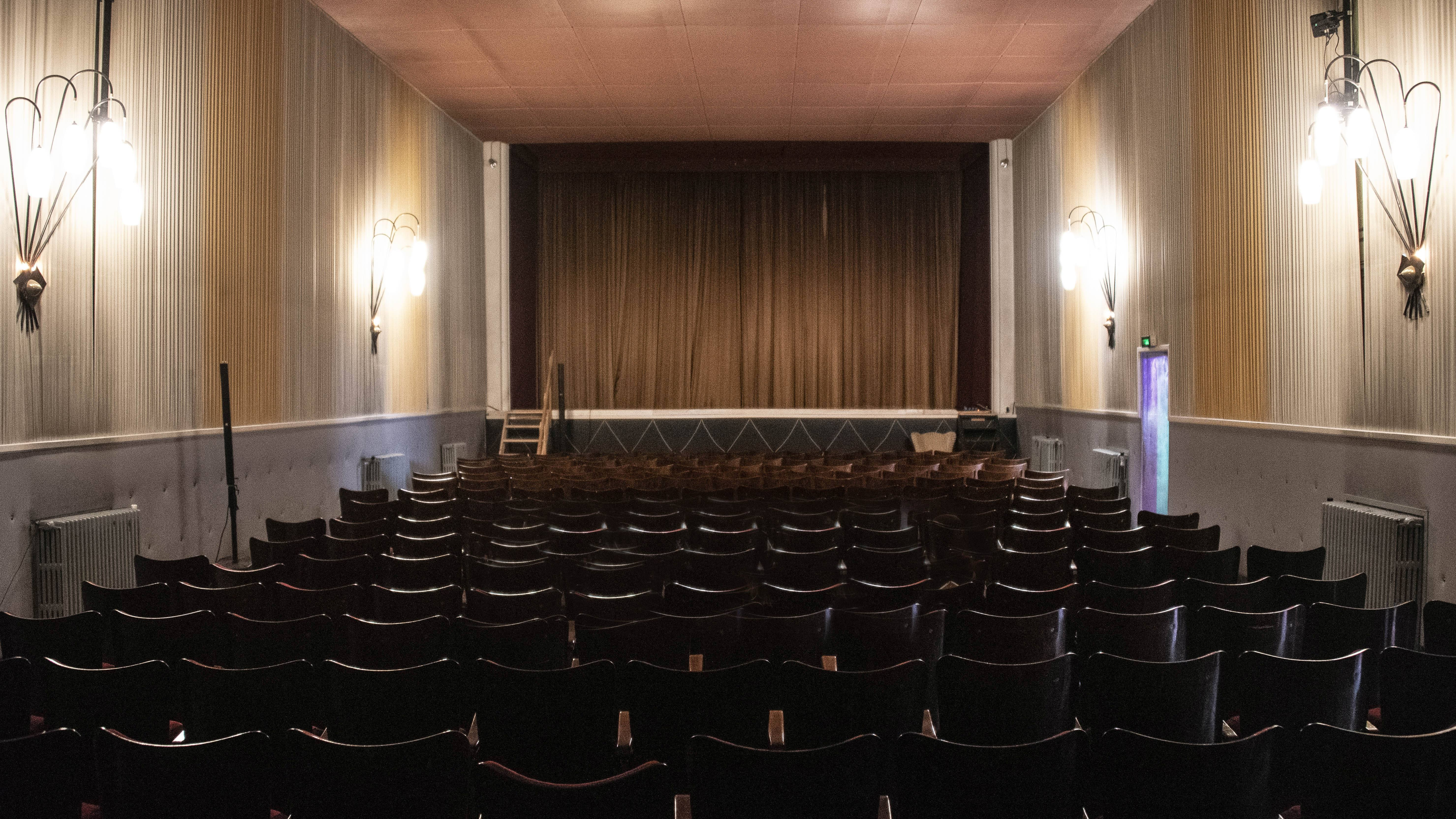
Interieur van de bioscoop
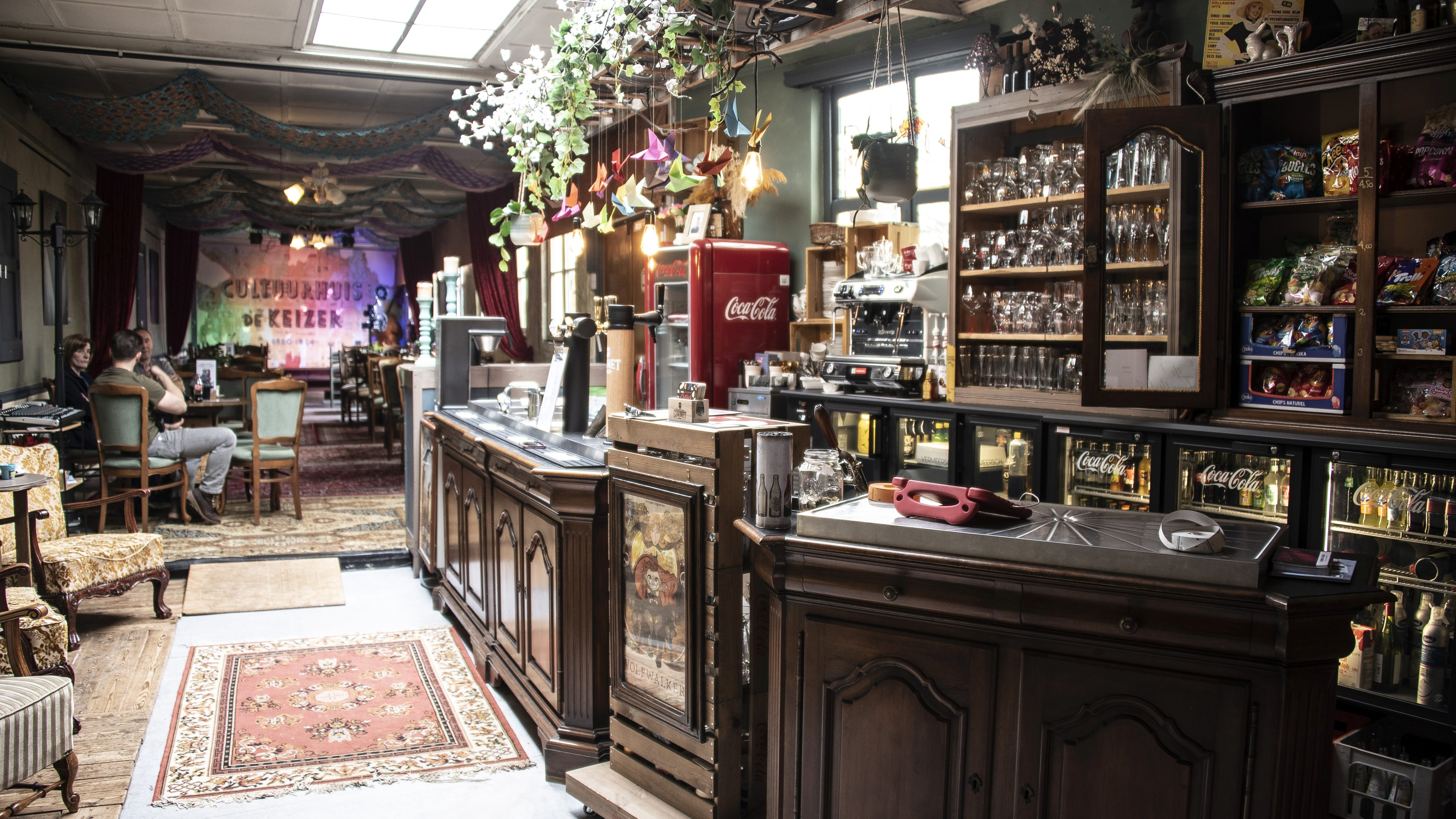
Bar Agnes
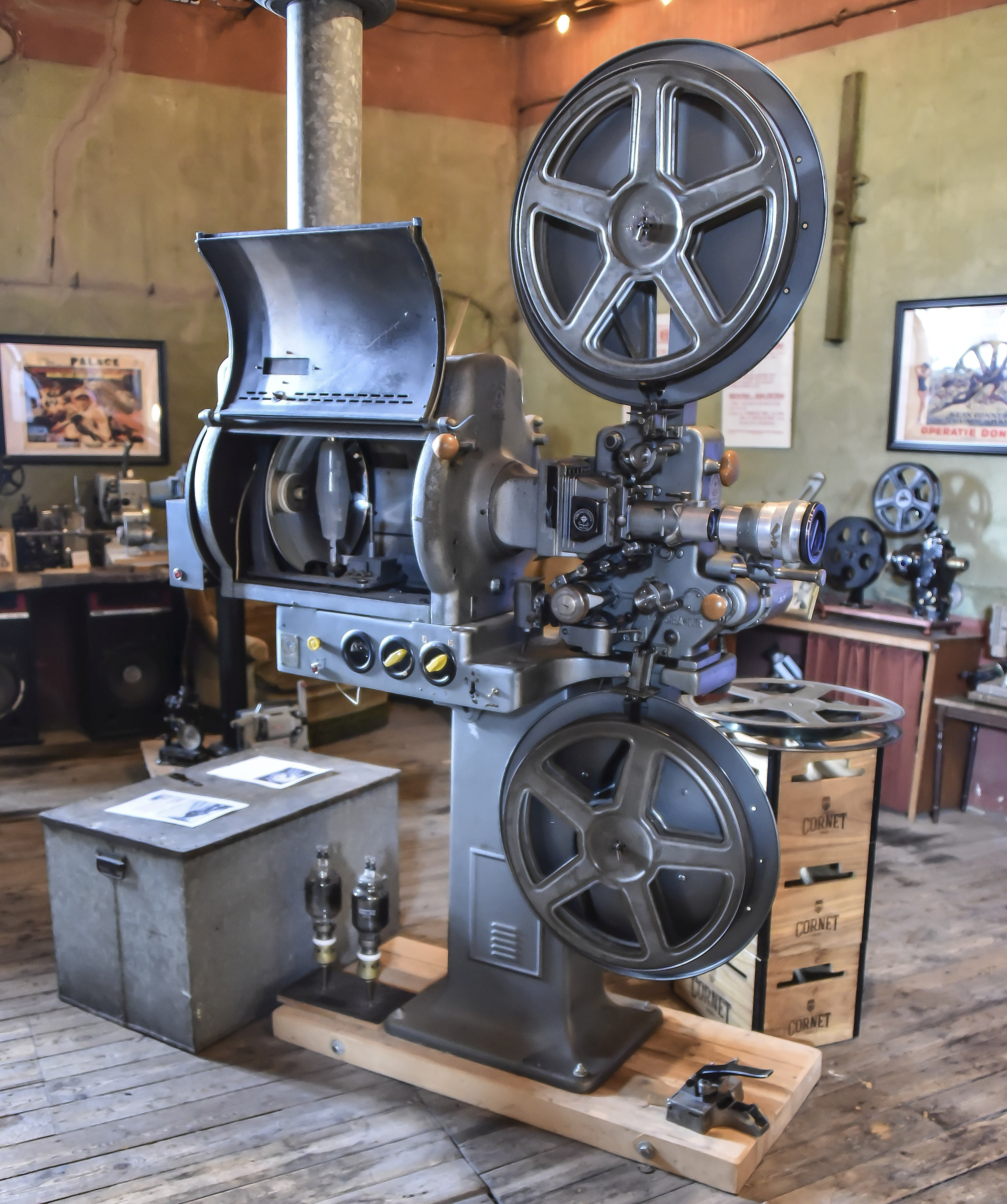
Cinemeccanica Milano Victoria IV R 4520
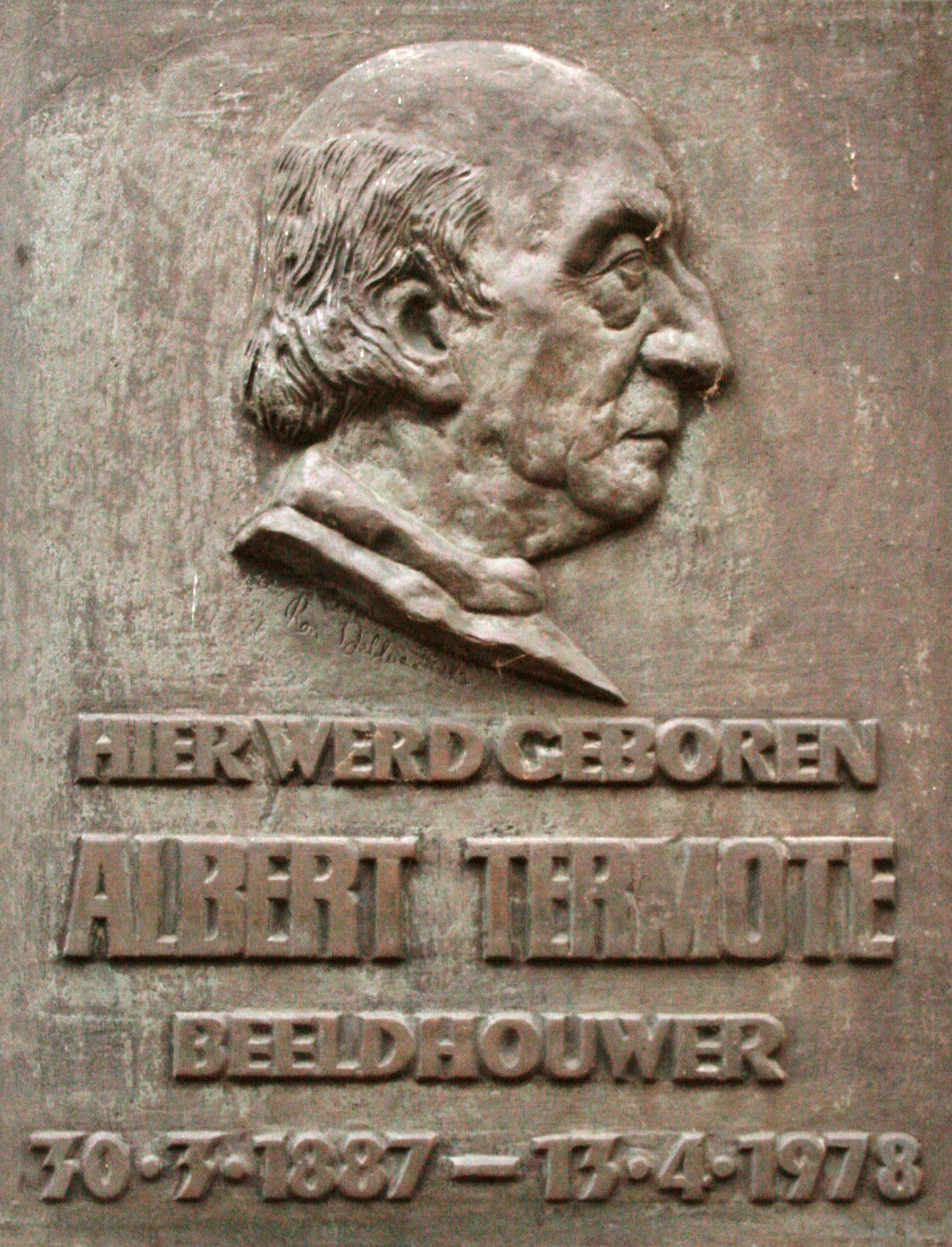
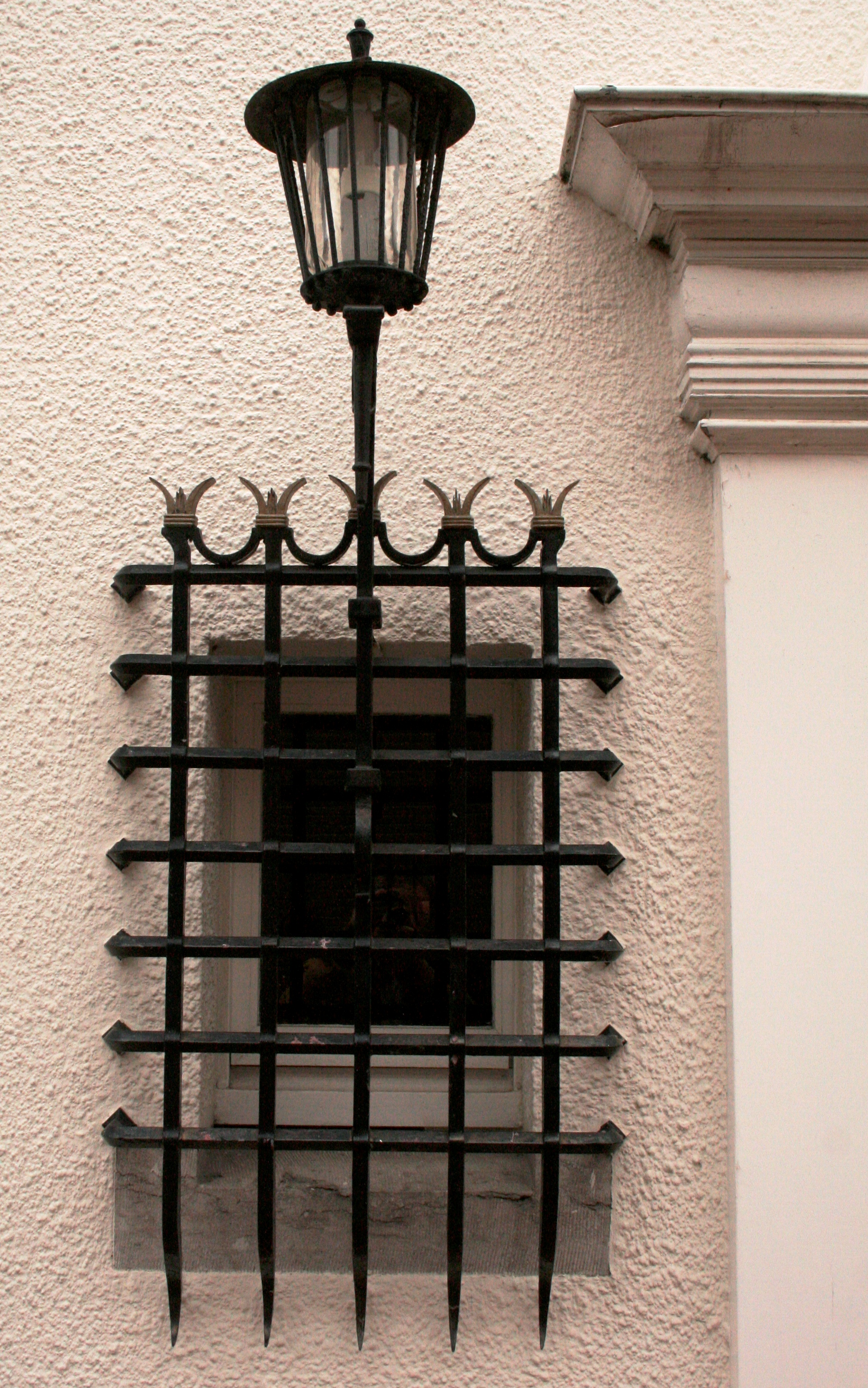
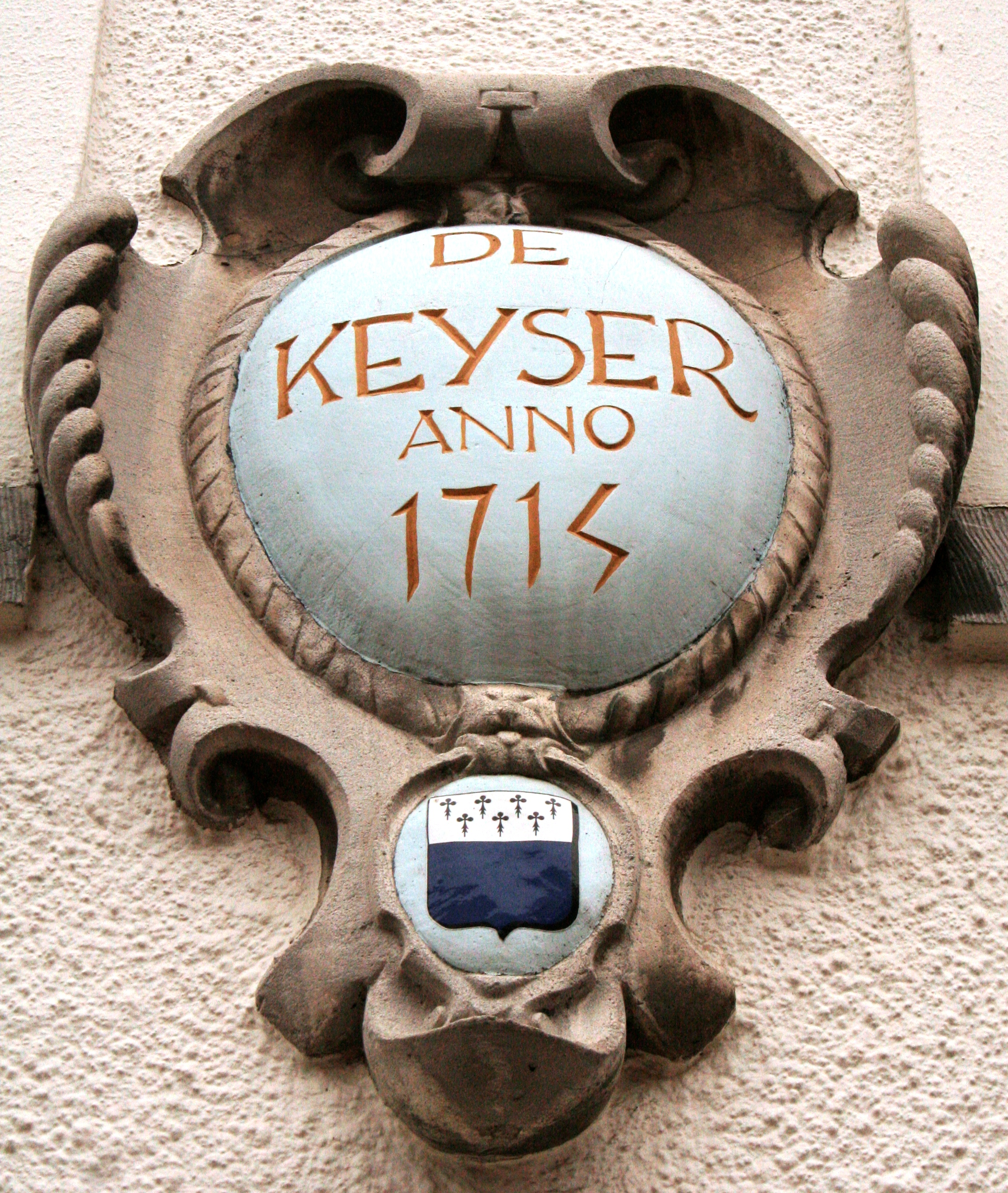
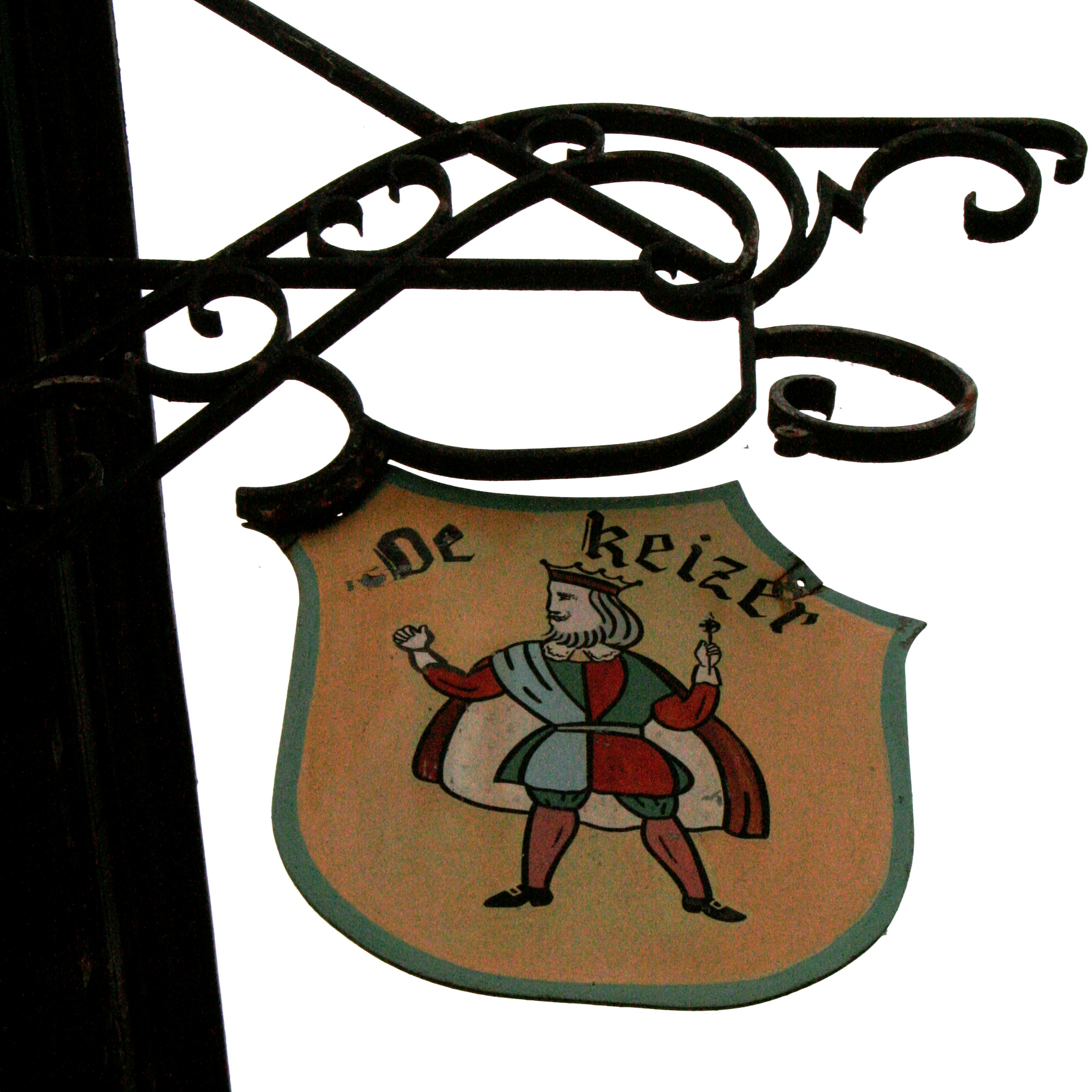
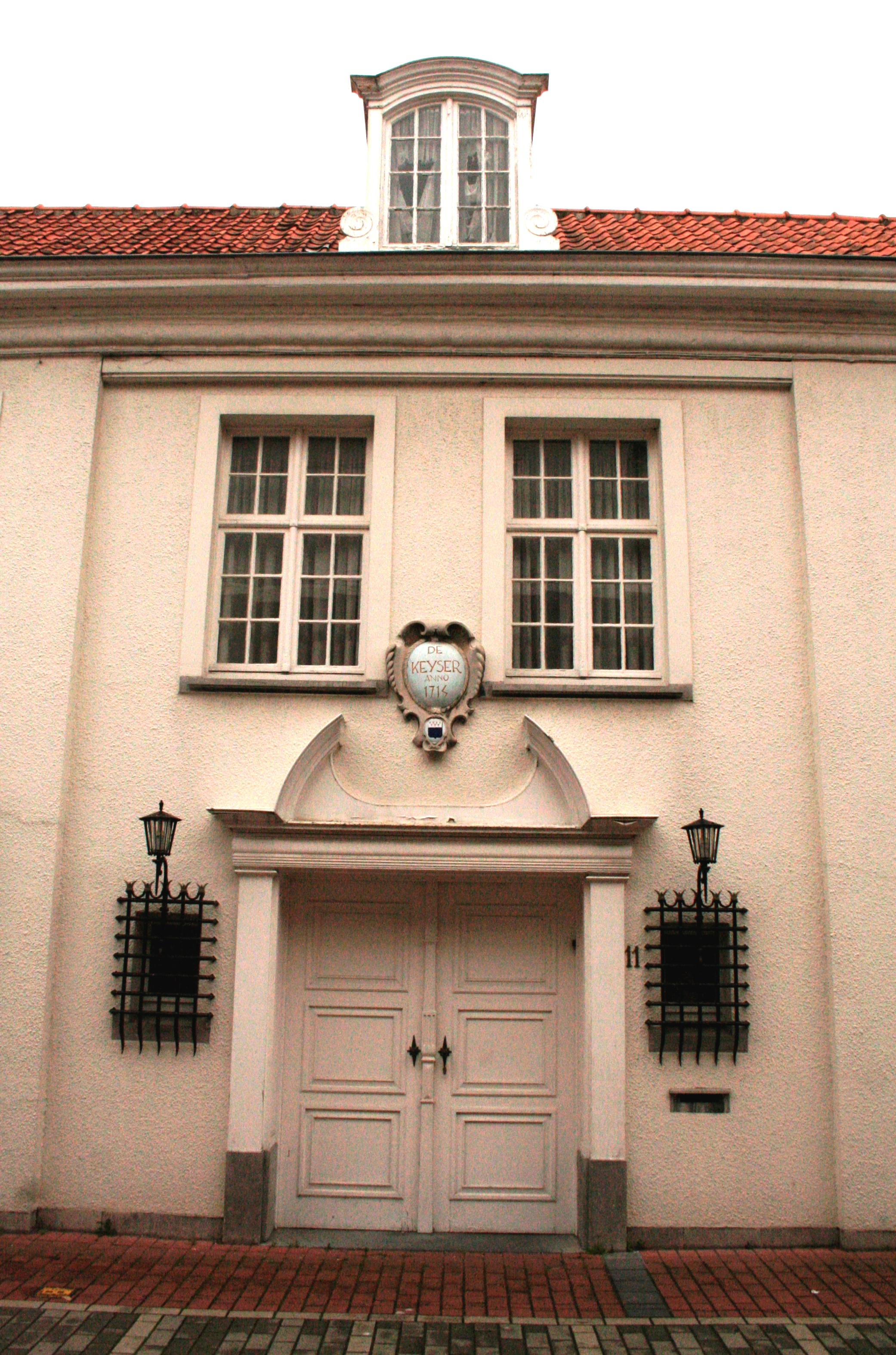
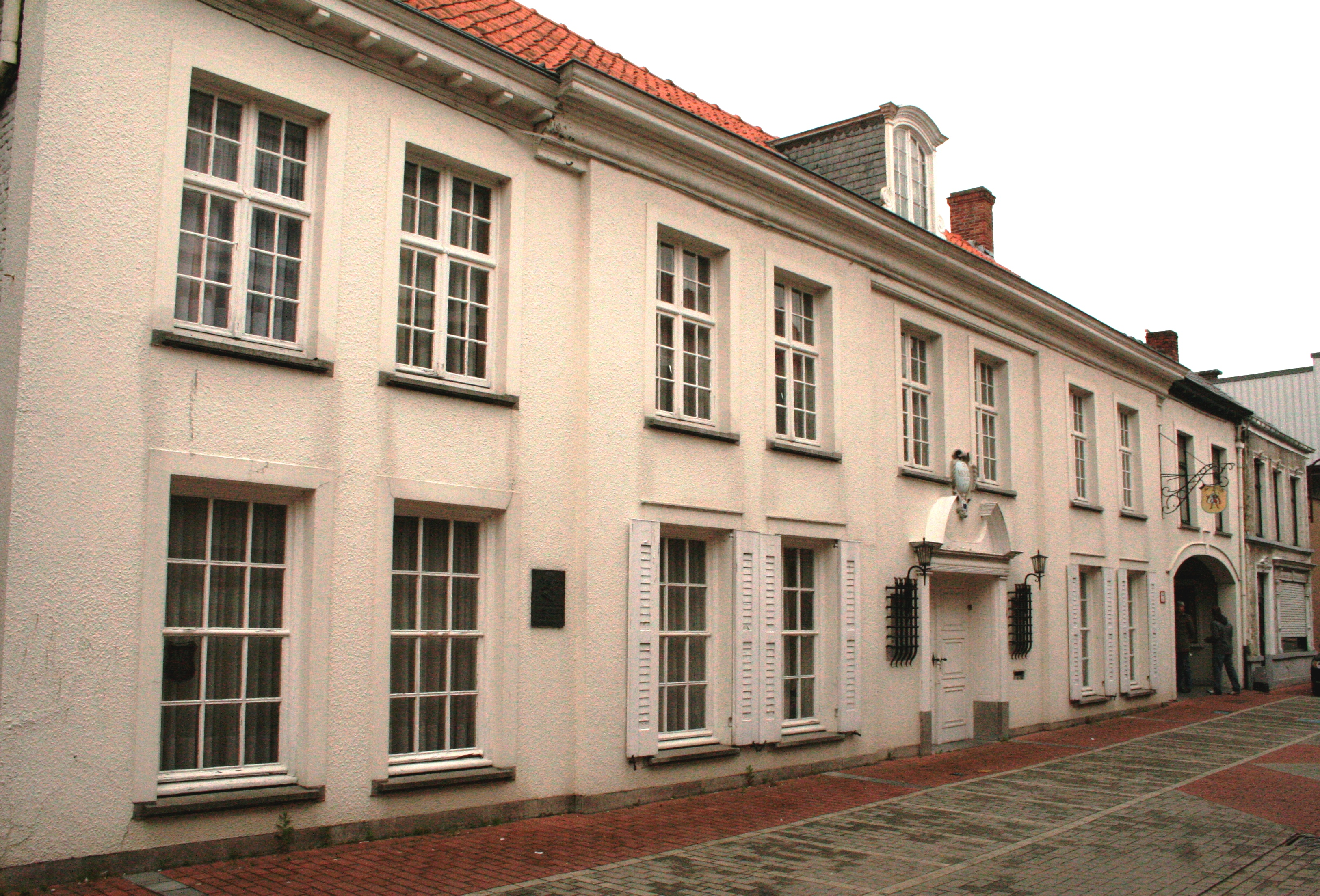

### Een begrip in de filmwereld
In de filmwereld was Agnes Debaillie een begrip. Aan het tijdschrift 'Filmmagie' verklapte ze haar favoriete film: “Dr. Zjivago.” Ze vulde het lijstje aan met The sound of music, Ben Hur, De derde man, Het geslacht Björndahl, The Lion King en Up. Maar, vertelt ze verder, "als ik alleen films zou programmeren die ik zelf mooi vind zoals Il Postino dan krijg ik amper iemand in de zaal (...). Een mooie film zoals Dead Poets Society; vijf voorstellingen, in totaal veertig toeschouwers."

### Premières
Ik ken Agnes al heel lang van reputatie. Enkele weken voor 'Verder dan de maan' in de grote zalen in première ging, belde ze me op. "Een prachtfilm" vond ze het, waar zij voor 100 procent achter stond. Graag had ze de film in première zien gaan op 29 oktober, samen met de grote zalen. Maar het is ons niet gelukt. Op dat moment heb ik Agnes beloofd om bij de eerste voorstelling in cinema De Keizer naar Lichtervelde af te zakken. Ik heb al vele mooie zalen gezien, maar dit spant werkelijk de kroon. Het is gewoon magnifiek hier. En zelden heb ik iemand als Agnes ontmoet, die zich met zoveel passie en overgave inzet voor de film.
— Stijn Coninx in Het Nieuwsblad 26.11.2003, p. 16

Sommige kopieën van films kreeg Agnes nooit te pakken. De Noord-Franse hit Bienvenue chez les Ch'tis kwam er nooit. Loft pas toen hij was uitgedraaid. Anderzijds gingen er geregeld films in première:
- Nationale première van Max, in aanwezigheid van Jacques Vermeire, eind oktober 1994.
- De Klokkenluider van de Notre Dame ging in première op woensdag 27 november 1996 en werd 14 keer vertoond.
- Op 15 december 1998 stelde Marc de Bel er Blinker voor en signeerde er zijn boek.
- Op 20 december 1999 ging de 2e Blinker: Blinker en het Bagbag-juweel er in première en op 22 december kwamen Marc de Bel en de hoofdrollen Joren Seldeslachts en Warre Borgmans hun film toelichten. Aan de voorstelling ging een live-uitzending van Radio 2 vooraf met Vanessa Chinitor, Isabelle A en Het Ingelmunsters Gemengd Mannenkoor.
- Man van Staal van Vincent Bal, provinciale première op 25 februari 2000.
- Misstoestanden met Luc Wyns (Kiekeboe), nationale première op 1 maart 2000.
- Op woensdag 24 oktober 2001 stelde Roeselarenaar Lieven Debrauwer uit zijn Pauline & Paulette voor in De Keizer. Eerder werd Debrauwer hiervoor bekroond met vier Joseph Plateauprijzen op het Internationaal Filmfestival van Vlaanderen en de Publieksprijs op het Filmfestival van Cannes. Lieven Debrauwer ontving van cultuurschepen Michel Snaet een Lichterveldse Oscar, een kunstwerk gemaakt door Patrick Bober. Frederik Devreese die zorgde voor de filmmuziek en artdirector Hilde Duyck kregen eveneens een Oscar en Agnes kreeg 75 rode rozen voor de 75ste verjaardag van haar cinema. Uit het opnamemateriaal destilleerde Debrauwer twee uur beeldmateriaal en noemde het 'Achter de schermen'. Debrauwer gaf uitleg bij de montage met bloopers en improvisaties, première, hoe film werkt en de kijker op het foute been zet.
- De jongerenfilm 'Science Fiction' van de Zedelgemse regisseur Danny Deprez.
- De Nederlands-Belgisch-Deens-Duitse coproductie 'Verder dan de maan' van regisseur Stijn Coninx ging niet in première in Lichtervelde, Stijn Coninx en de negenjarige hoofdrolspeelster Neeltje De Vree stelden de film voor in De Keizer op maandag 24 november 2003.
- Piet Piraat en de betoverde kroon van Bart Van Leemputten.
- De tekenfilm Tijl Uilenspiegel, een Belgisch-Duitse productie draaide in avant-première.
- Dossier K. werd voorgesteld door Jan Verheyen.
- De film En waar de sterre bleef stille staan van Gust Van den Berghe ging in 2010 in première.
- De première van 'Alvin & the Chipmunks 3' van Mike Mitchell in 2011.

### 'Haar' cinema in de hoofdrol
Let wel, het fenomeen-Lichtervelde is in de filmwereld algemeen bekend. Het is de langst draaiende cinema van het land. En persoonlijk ken ik mevrouw Debaillie al een hele tijd.
— Stijn Coninx in De Weekbode 28.11.2003, voorpagina

- De cinema speelt de hoofdrol in de kortfilm 'Fade Out' van Melanie Daems naar een verhaal van Luc Maddelein. De hoofdrollen werden ingevuld door Jessa Wildemeersch, Stijn Van Opstal, Els Dottermans en Lucas Van den Eynde.[2]

Het verhaal gaat over Romy, die na haar filmstudie haar film regisseert. Een oogziekte gooit roet in het eten. Bij het zien van haar kortfilm wordt ze geconfronteerd met de strijd die haar moeder Agnes leverde om haar cinema de Keizer draaiende te houden. Ze zet door en brengt de film tot een goed einde.
- In 2005-2006 speelde de dorpsbioscoop een centrale rol in het KLIK-project. Klik stond voor Kunst van, door en met Lichterveldse kinderen en droeg de titel 'Meetingpoint Lichtervelde', een kinderkunstproject onder impuls van Lichterveldenaar Jan Maes, met artistieke duizendpoot Wim Opbrouck als bezielende kracht en projectpeter. Als apotheose draaide de cinema een van de twee films door kinderen gemaakt met onder meer Pieter Aspe, Francesca Vanthielen, Lucas Van den Eynde, Wim Opbrouck, Freddy Maertens, Johan Museeuw en Tom Boonen.
- In september 2010 startte Focus-WTV en de regionale erfgoedcellen het programma "Cinema De Keizer" over het West-Vlaamse verleden. De thema’s zeevakanties, sport, vrije tijd, naar de fabriek, religie, onderwijs, maritiem erfgoed, zorg en vergeten landleven kwamen aan bod. In de bioscoop vertelden getuigen anekdotes bij vergeten filmpjes.

## Historiek van het huis
Het gebouw heeft een geschiedenis die verbonden is met het sociale, politieke en culturele leven van Lichtervelde. De Lichterveldse dorpsgeschiedenis is grotendeels te reconstrueren aan de hand van wat er zich in De Keizer afspeelde, schrijft filmjournalist Freddy Sartor. De Keizer wordt zijdelings begrensd door de Zwanebeek en langs de voorzijde door een van de oudste straten van de gemeente: de 'Droogenbroodstraat', tegenwoordig de Neerstraat. Volgens oude kronieken lag er aan de andere zijde van de beek een 'Burg' die Karel de Kale er omstreeks 846 zou gebouwd hebben.

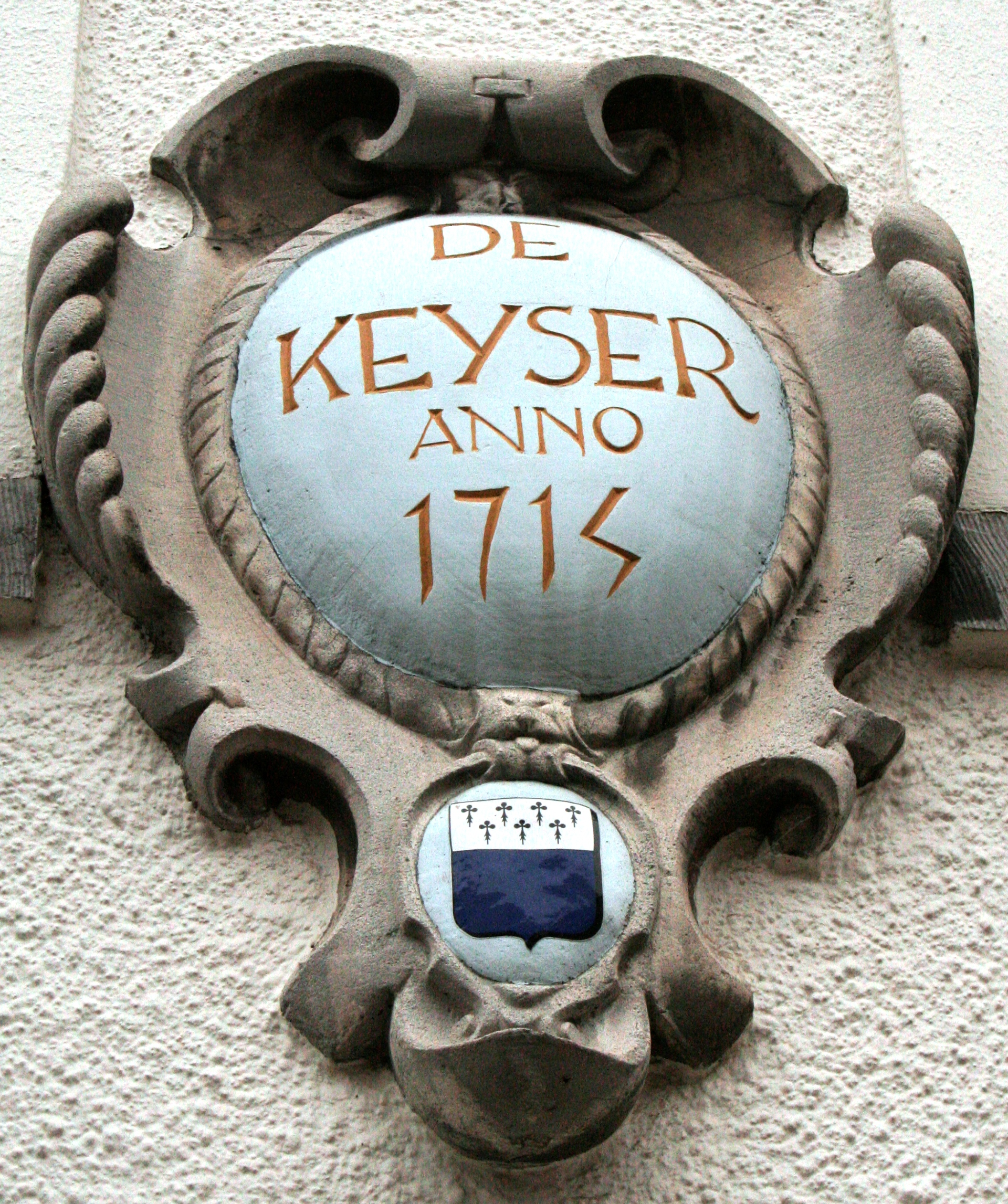

### Zeventiende en achttiende eeuw

#### Sanderus
De Keizer is een van de oudste gebouwen van Lichtervelde en is bekend sinds 1633. Het staat ingetekend op Sanderus' Flandria illustrata van 1641. Ook op de Pourbuskaart van Pieter Pourbus uit 1571 en gekopieerd door Pieter Claeissens in 1601 is bebouwing te zien aan de oever van de Zwanebeek. De herberg droeg toen de naam 'Het Haantje' en lag tussen verschillende woon- en winkelhuizen. Het huidige complex dateert uit 1715, wat de Cartouche (heraldiek) toont. Deze gevelsteen toont het wapenschild van Lichtervelde. De familie Perneel woonde er en baatte een brouwerij, een feestzaal en een herberg uit. Die droeg de naam De Keizer en was voorzien van "stallynge voor acht peirden, deckende drye bedden voor den reisenden man."

#### Benaming
De benaming De Keizer verwijst naar een van de oudste gildedisciplines: de staande wip. Wie de hoofdvogel schiet, is Sire. Wie drie jaar na elkaar de titel verovert, noemt zich levenslang De Keizer.

#### Brouwerij
In 1780 zijn er vier brouwerijen in Lichtervelde: De Zwaan (op de markt), De Keizer (in de Neerstraat), De Luyte (Markt) en Den Hert (eveneens op de Markt). Het 'Heerelijcken Renteboek der heerelijckhede baronnie ende prohie van Lichtervelde' uit datzelfde jaar beschrijft De Keizer onder het nummer 2428 als "Pieter Antone en Frans Perneel Noord en Oost daeraen een herberge en brouwerije genaemt de keyser, zuyd 't voorgaende Sr Frans Maertens en Joseph Delafontaire erfven, oost de beke noord de beke en daer over 't volgende groot" zijnde nummer 2429 of "Hieronimus Debaillie Noord daeraen over de beke een behuysde erfve west de geseyde straete."
In die tijd stijgt het aantal brouwerijen in Lichtervelde. In 1797 zijn er zes, in 1825 tien, een maximum. Het betreft brouwerijen die er verschillende productiehoeveelheden op na houden. Amand Goddyn in de Neerstraat lijkt op basis van het grondstofverbruik de derde grootste. Alleen Augustin Verduy in de Neerstraat en de weduwe van Felix Surmont in de Torhoutstraat hebben een groter grondstoffenverbruik.

#### Vierschaar
Tot het einde van de 16e eeuw vergaderde de vierschaar drie keer per jaar (of volgens de noodzaak) in open lucht in de omgeving van het het kasteel van Lichtervelde, onder de schaduwboom. Daar stond het volk (verplicht voor alle mannen van 16 tot 40 jaar) blootshoofds aan de vier zijden van het park (vandaar vierschaar). Na de verwoesting van het kasteel door de Malcontenten in 1584 en het feit dat vanaf 1600 de heren niet langer in Lichtervelde verbleven verhuisde de vierschaar naar de Markt. Sanderus tekende de lindeboom in een rechthoekig park in 1641. Vanaf het midden van de 17e eeuw gebeurt de samenkomst om de twee weken in een gehuurde herberg, mogelijks De Keizer. Het publieke karakter blijft behouden; open deuren en vensters garanderen de onpartijdigheid van de rechtspraak. Intussen nam het Brugse Vrije (sinds 1631) de hoge justitie over zodat hier geen doodsvonnissen uitgesproken werden. In 1779 spreken documenten ondubbelzinnig van het "’s heerensweth-huys" van de heerlijkheid dat gevestigd is in De Keizer.

### Negentiende eeuw
De schoolstrijd in 1879 zorgt voor een politieke tweedeling die Lichtervelde een eeuw lang zou beheersen. Als de liberale regering de liberaal Xavier Kerkhofs benoemt tot burgemeester, vieren de muzikanten van Sint-Cecilia De Zwaan die. Het wordt hun niet in dank afgenomen door de katholieke meerderheid die Pieter Decuypere voordraagt. Op 26 februari dragen ze in De Keizer een banket op voor de 'afgezette' burgemeester Decuypere. De 132 aanwezigen bestaan uit pastoors, katholieke burgers en landbouwers en tegelijk stichten ze de katholieke kring De Burgersgilde. Sindsdien vinden het koor, de fanfare en de toneelmaatschappij onderdak in De Keizer en functioneert het gebouw als theaterzaal van 1896 tot 1937.
Chronologie:

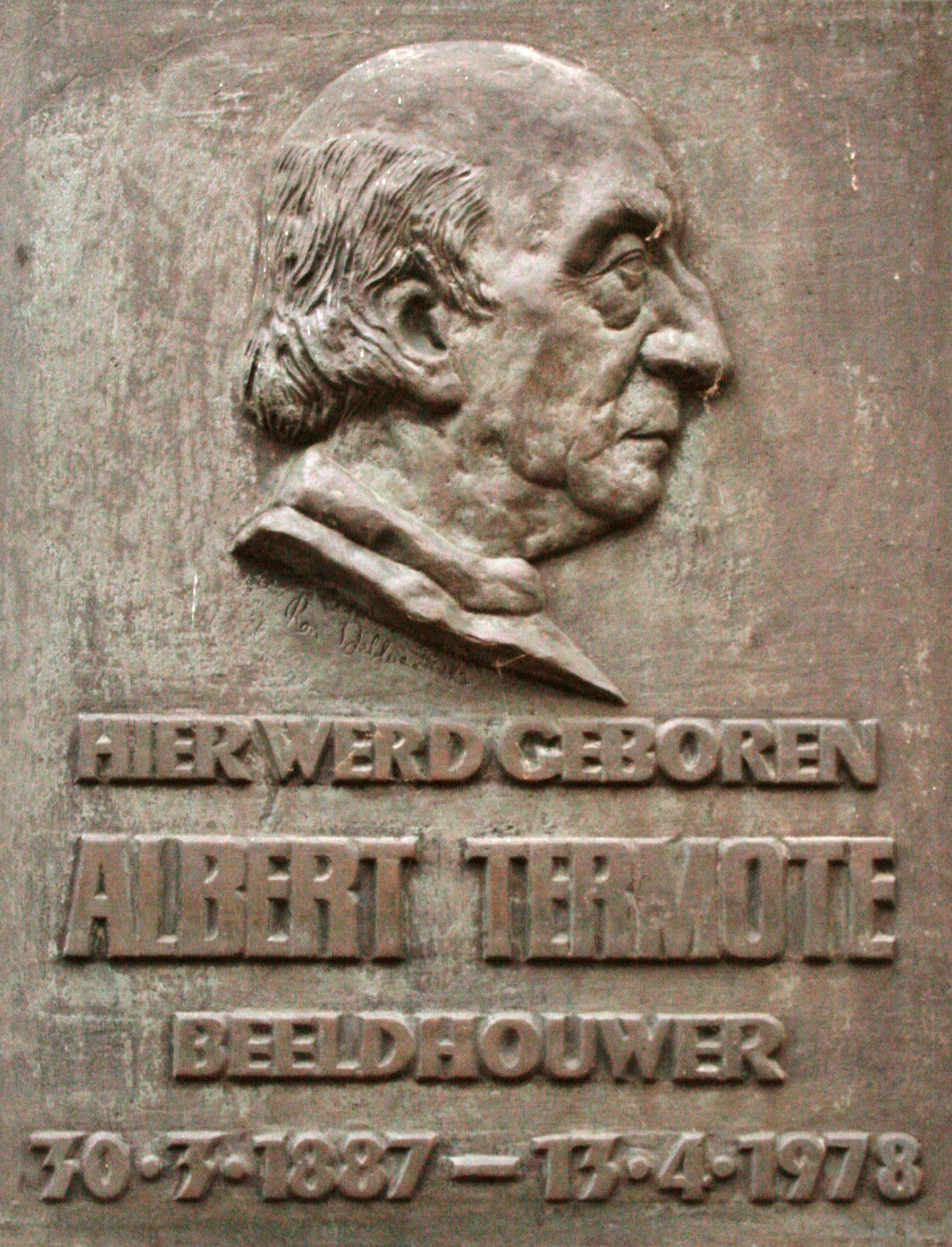
Op 30 maart 1887 wordt Albert Termote hier geboren. Deze bronzen herdenkingsplaat aan de voorgevel verwijst naar de beeldhouwer. Honderd jaar later, op 29 maart 1987 herdachten familie, politici en heemkundigen zijn honderdste verjaardag voor en in zijn geboortehuis. Agnes Debaillie verzorgde de maaltijd en in haar inkomhal liep er een tentoonstelling. Ter gelegenheid werd een zware penning uitgegeven met Termotes beeltenis. Ron Deblaere ontwierp het, net zoals het herdenkingsplakkaat. De plechtigheid was een samenwerking tussen het gemeentebestuur, de culturele raad en de heemkring. In datzelfde jaar liep in Voorburg (Den Haag) een retrospectieve over Termote. De kunstenaar Marc Ruygrok is een kleinzoon van Termote en Cinema De Keizer deed hem "onwillekeurig denken aan Wim Wenders 'Im Lauf der Zeit'.

- 1807: De herberg draagt de naam L’Empereur. De lijst van Lichterveldse herbergen omschrijft de uitbater als "zeer eerlijk en minzaam."[9]
- 1815: Lichterveldenaar en zoon van de herbergier van 'De Zwaene' Amand Goddyn (1786-1851) komt er wonen na zijn huwelijk met Barbara Perneel, een dochter van de brouwer in de Neerstraat. Amand Goddyn zal de geschiedenis ingaan als brouwer en stichter van de Philharmonie De Zwaan.[10] Amand Goddyn was lid van de kerkraad en werd in 1824 deken van de schuttersgilde Sint-Sebastiaan.
- 1830-1842: Het eerste stadhuis van Lichtervelde onder de natie België situeert zich in De Keizer. Alle administratie wordt naar dit gebouw gebracht. Zo wordt het een volwaardig gemeentehuis.
- 1834: Het aantal brouwerijen in Lichtervelde slinkt. Ze stellen 16 man te werk die dagelijks 1,5 frank verdienen. De crisis van 1848 doet het aantal brouwerijen dalen tot drie in 1860. Als Amand Goddyn in 1851 overlijdt, zet zijn weduwe het bedrijf twee jaar verder. In 1852 houdt ze ermee op. Na 1865 keert het tij en aan de vooravond van de Eerste Wereldoorlog zijn er opnieuw negen brouwerijen in Lichtervelde. In De Keizer zou er niet meer gebrouwen worden. De gebouwen zijn ingenomen door een vereniging.
- 1852-1853: De brouwerij stopt.
- 1879: Het gebouw wordt lokaal van de katholieke Burgersgilde nadat de familie Bossuyt en koster Moreels De Keizer kopen voor een hoge prijs en de zaal maximaal willen laten renderen.
- 1881: De vereniging richt een schuttersgilde op. De geestelijkheid bouwt hiervoor in 1883 de nieuwe Potteriezaal en wil de zaal ook maximaal exploiteren.
- 1884: Het aanhoudend gekibbel leidt ertoe dat de Katholieke Kring in twee kampen uiteenvalt: pro geestelijkheid en pro Burgersgilde. In 1895 worden dat ook 2 politieke partijen. De Zwaan haalt de band met de pastoors (zwartrokken) aan en verliest zijn liberale pluimen. De politieke tegenstelling tussen rood en zwart zal een eeuw duren en zich laten voelen in het sociaal, cultureel en economisch leven in Lichtervelde.
- 1887: Op 30 maart wordt Albert Termote hier geboren.
- 1896: Inrichting van de toneelzaal van de Burgersgilde en ontstaan van het amateurgezelschap 'Nut en Vermaak'. Op zondag 8 november voert de pas opgerichte toneelvereniging een drama, een romance, een klucht- en zangspel op. Het toneelspel is een uitsluitend mannelijk. Pioniers zijn Eugeen Driessens, Theophiel Ameel, Arthur Volckaert en Aloïs Missinne. Na de Eerste Wereldoorlog stemmen de pastoors in met gemengd toneel. Dames als Juliette Cafmeyer, Clara Viaene, Germaine Depuydt, Leopoldine Decloedt en Margriet Sauer nemen hoofdrollen. Hun mannelijke collega's zijn Jules Missinne, Camiel Tanghe, Antoon Dejonghe.

### Twintigste eeuw
Die typische geur in deze zaal doet me terugdenken aan de tijd toen ik als knaap van zeven, acht jaar voor het eerst naar de cinema mocht. Ik zit nog altijd in die jeugdjaren, want ik weiger volwassen te worden.
— Marc De Bel in Krant van West-Vlaanderen 29.12.2000, p. 4.

### Kinemazaal
De bestendige deputatie van de provincieraad West-Vlaanderen keurde de aanvraag van Gerard Debaillie om een "kinemazaal electrisch ingericht voor ten hoogste 300 toeschouwers" goed in de zitting van 7 juli 1933. Het document dat de provincie ondertekende, spreekt van 'gevaarlijke, ongezonde en hinderlijke gestichten'. Het schepencollege verleende eerder haar toestemming in de zitting van 19 mei 1933. Volgende bepalingen zijn opgenomen:
- Kinema: de voorschriften van het KB van 9 augustus 1920 zullen stipt moeten nageleefd worden;
- Electriciteit: De voorschriften van het KB van 28 december 1931 zullen stipt moeten nageleefd worden;
- Algemeene voorwaarden:

1 (Afwijking van de voorschriften van artikel 12 van het KB van 15 mei 1923)
2 de kinema mag dadelijk uitgebaat worden;
3 De tegenwoordige machtiging wordt verleend voor een tijdruimte van 30 jaar.

#### Baron Schinkelbeen
In 1935 vond de eerste uitvoering plaats van de succesoperette in drie akten ‘Baron Schinkelbeen’ in een regie van de Lichterveldse componist en schrijver Jules Missinne (1899-1976). Harmoniedirigent Arseen Becuwe de tekende voor de muziek en uitsluitend Lichterveldse acteurs en muzikanten stonden op de planken: meester Tanghe, de familie Jozef, Leon en Albert Baert, Albert Samyn, Juliette Cafmeyer, Antoon Dejonghe, Julien Jods, Germaine Depuydt en Julles Missinne acteerden. ‘Schinkelbeen’ was Missinnes bekendste werk en werd een succes. Nut en Vermaak trok er de provincie mee rond en gezelschappen namen de operette op in hun repertoire. Meer dan 2000 keer werd het opgevoerd waaronder in Nederland en in de Brusselse Folies Bergère in Brussel. Baron Schinkelbeen zou het laatste theaterwerk zijn in deze zaal. Gerard Debaillie wil zijn splinternieuwe zaal uitsluitend gebruiken voor de film.
Net voor de Tweede Wereldoorlog telt de Neerstraat twee herbergen: Gerard Debaillie houdt De Keizer uit en Alfons Carpentier 't Oud Gemeentehuis. Carpentier noemde zijn herberg zo omdat hij voordien herberg 'Het Gemeentehuis' uitbaatte op de Markt. Zijn contract werd op een bepaald moment niet vernieuwd zodat hij moest verhuizen.

#### Het huis
Het huidige complex ontstond door de samenvoeging van drie panden. De voorkant heeft een zadeldak en een dakkapel. In de jaren twintig besliste Debaillie het pand om te vormen tot cinema. Na nodige investeringen werd in 1926 hier de eerste film gedraaid. De zaalaankleding is tot op heden vrij intact bewaard. Het archief van Agnes Debaillie bewaart een bouwaanvraag van 7 juli 1933 met een doorsnede van de cinemazaal. In 1939 was het succes zo groot dat er naast een bioscoop een feestzaal werd gebouwd. De combinatie café, feestzaal-bioscoopzaal was een gouden zet. Kort na de Tweede Wereldoorlog werden er aanpassingen uitgevoerd maar grosso modo bleef de vooroorlogse toestand behouden. De gecementeerde, witgeschilderde lijstgevel kreeg in 1945 een historiserende stijl. De filmzaal met een schilddak staat haaks op het voorgebouw. Het complex bestaat uit een inkomhal met een gietijzeren zuil, de cinemazaal, een metalen trap, een zijlounge en een projectiecabine. De technische installatie in de machine- en projectiekamer is origineel en operationeel. De verplichte digitale projectie vanaf 2012 bedreigde de installatie met ontmanteling. De installatie bestaat uit met twee projectoren, na de Tweede Wereldoorlog minimaal aangepast voor elektrische bediening, een kleefinstallatie om filmrollen aan elkaar te bevestigen en 31 spoelen met bijpassend 13 opbergdozen. Op de tussenverdieping is er de gewezen hobbykamer van Agnes' broers en er zijn privévertrekken en antieke slaapkamers. De stoffering van de zetels werd waarschijnlijk aangebracht in 1945, de lambrisering dateert uit jaren 20.
Opmerkelijk is de witte gevel in klassieke stijl en in de bioscoopzaal met parterre en het balkon met vierhonderd rood fluwelen klapstoelen waarvan in 1945 een deel opnieuw gestoffeerd werd met een dikkere afwerking. De houten plankenvloer glooit zachtjes naar beneden, de zijwanden zijn onderaan gecapitonneerd en bovenaan versierd met kroonluchters. Op het podium voor het scherm schuiven de ouderwetse cinemagordijnen bij het begin van de film langzaam open. Achter het scherm staat de originele geluidsinstallatie waardoor de klank van achter het scherm komt, in tegenstelling tot recentere zalen die de installatie in de zaal plaatsen. Parallel naast de cinema is er een feestzaal onder een plat dak en achterliggend een smalle tuin. Overstromingen in het dorpscentrum op 3 en 4 juli 2005 spaarden de zaal grotendeels. De schade aan het filmarchief was aanzienlijk.

## Vlaamse buurtbioscopen

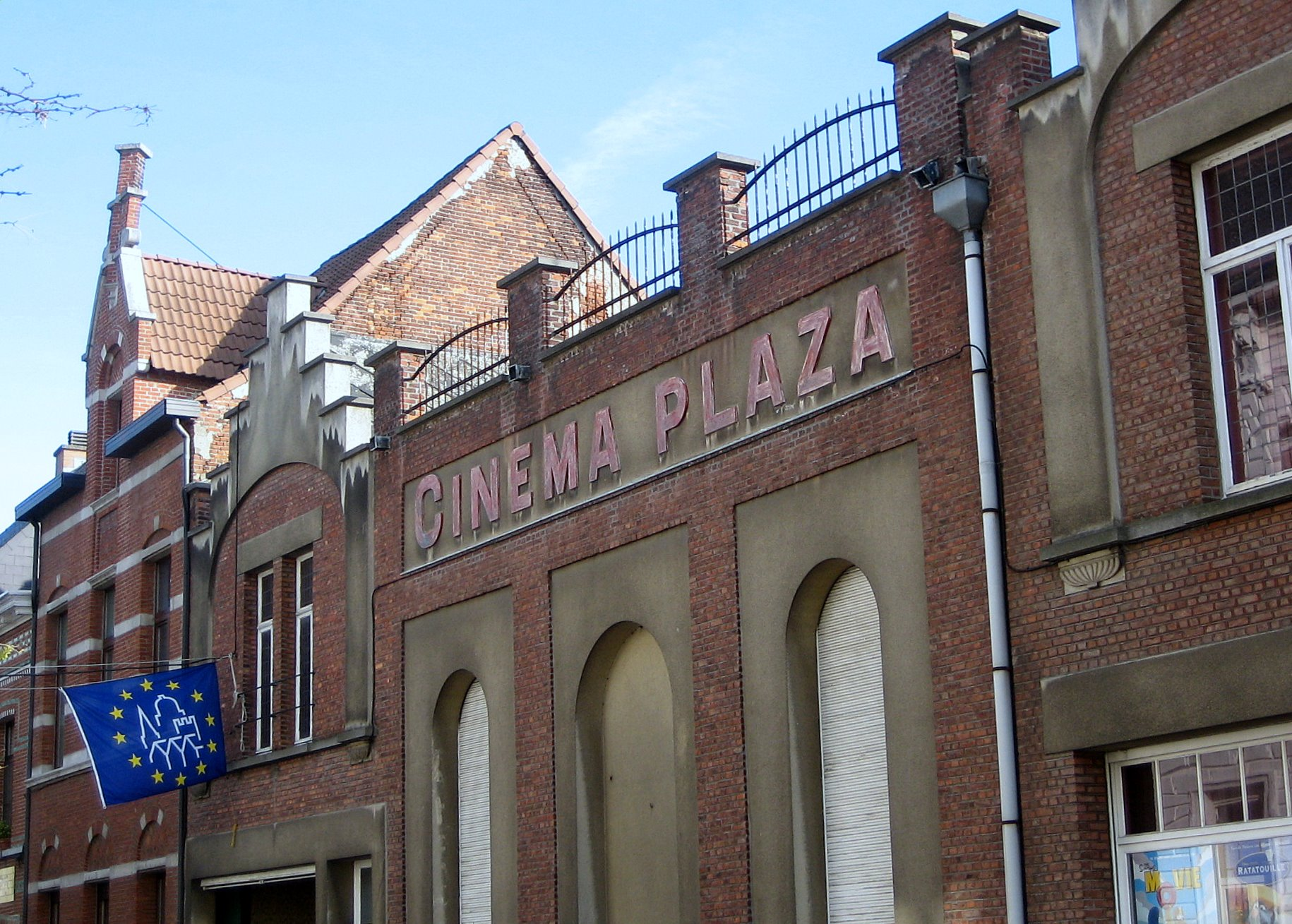
Cinema Plaza in Duffel startte in 1923. De zaal bleef bewaard in haar oorspronkelijke staat en werd in 2007 bekend met het programma Monumentenstrijd. Het gebouw is een beschermd monument.

In feite is alleen Cinema De Keizer in Lichtervelde nog de enige authentieke dorpsbioscoop. In het land der blinden mag eenoog dan al koning zijn, in het (dorps)bioscooplandschap in Vlaanderen is Cinema De Keizer gewoon keizer.
— Freddy Sartor & Bert Portvliege

### Teloorgang
Dat deze oudste filmzaal van het land nog bestaat, is te danken aan Agnes Debaillie. Ik noem haar een grote dame: met haar aanstekelijk enthousiasme, haar liefde voor film, haar stijlvolle en besliste vasthoudendheid, en haar hart op de juiste plaats heeft ze cinema De Keizer reeds jarenlang een gelaat gegeven. In al deze jaren dat ze in haar eentje deze dorpsbioscoop runt, heeft Agnes altijd een bijzondere steun en promotie gegeven aan onze eigenste Vlaamse film. Als er een Plateauprijs zou gegeven worden voor de promotie van de betere film en de filmcultuur en de Vlaamse film in het bijzonder, is het zeker dat Agnes Debaillie dergelijke prijs ten volle zou verdienen.
— Godfried van de Perre, lid van de Filmcommissie en beheerder Internationaal Filmfestival van Vlaanderen

In tegenstelling tot andere dorpsbioscopen overleefde de cinema de concurrentie van de tv in de jaren zestig, video in de jaren tachtig en de recentere megacomplexen. In de zilveren jaren vijftig telt België meer dan 1700 bioscoopzalen. Sommige dorpen telden er meer dan één en de gemiddelde Belg bezocht tien keer per jaar de bioscoop. In 2009 zijn de meeste verdwenen en nam een honderdtal complexen hun functie over. Het gemiddelde bioscoopbezoek daalde tot twee per jaar. Buurtbioscopen met één of twee zaaltjes, die generaties lang gerund werden, zijn in de eenentwintigste eeuw behalve De Keizer (de lijst is onvolledig):
- Cinema Albert in Dendermonde uit 1914 van Philip Cleynens is de oudste Belgische familiecinema. Na de Eerste Wereldoorlog groeide ze uit tot een volwaardige cinema. Recente moderniseringen maakten er een cinema van met twee zalen, met Dolby Surround 7.1. en 3D-projectie. In de toplijst van de Belgische bioscopen staat de cinema op 36.[13]
- Cinema Central in Ninove uit 1919 van Dina Raes en haar broers Paul en Hugo. Ze hielden ermee op in april 2012 maar konden in 2013 de cinema na subsidie terug opstarten met digitale projectoren![14]
- Cinema Plaza in Duffel startte in 1923. Arthur Vercammen noemde zijn zaal toen het ‘Ankerpaleis’. In 1937 werd het Cinema Plaza. Ruim tachtig jaar bleef de zaal in familiehanden. Het overlijden van Arthur Vercammen jr. in 2004 betekende dat het einde van de cinema. De zaal bleef bewaard in haar oorspronkelijke staat en werd in 2007 bekend met het programma Monumentenstrijd. Het gebouw is beschermd als monument.
- Cinema Rio in de Monicastraat in De Haan startte 1938 als parochiezaal voor toneel en film. In 1988 nam de huidige eigenaar de zaal over.[15]
- Cinema Capitole in Aalter is aan het werk sedert 1957.
- Cinema Nova in Nijlen begon in 1957 en werd in 1980 verbouwd. De zaal stopte in december 2011.
- Cinema Ritz in Ertvelde stopte omstreeks het jaar 2000.
- Cinema Forum in de Vlaanderenstraat 7 in Oostende was van 1965 tot 1978 het foyer van een tentoonstellingsruimte. Deze bioscoopruimte sloot omstreeks 1985 en werd vervangen door de winkelketen Casa.
- Ciné Palace in de Kortrijkse Zwevegemstraat kent een geschiedenis die teruggaat tot 1922 toen Dancing Palace opgericht werd. Na de Tweede Wereldoorlog taande het succes van de dancing en eind 1950 opende Ciné Palace de deuren met 540 zitplaatsen. De eerste film was de comedie “Tea for Two” met Doris Day. Grotere zalen zoals de Capitole aan het Stationsplein en Ons Huis aan de Lange Brugstraat waren succesvoller en de Palace specialiseerde tot de eerste Kortrijkse erotische cinema, soms met acts. In februari 1988 ging de cinema dicht. Tegenwoordig is de locatie een plaats voor een sociaal-creatieve, interculturele buurtwerking.

In de meeste kleine gemeenten rest er weinig of niets meer van de bioscoopperiode. Weinig oude cinema’s werden bewaard. Schrijven over dit verleden is niet eenvoudig door de weinige geschreven bronnen en doordat exploitanten en gewezen exploitanten zich ofwel weinig herinneren of omdat hun generatie stilaan verdwijnt.
Op 13 december 2011 diende Agnes Debaillie een aanvraag in tot bescherming van cinema De Keizer als zijnde het laatste én representatief én gaaf bewaarde voorbeeld van een vroeg-20e-eeuwse dorpscinema met origineel interieur en machinekamer.

### Een monument als tijdmachine
Als blikvanger tijdens Open Monumentendag kwam de bioscoop uitgebreid in de media: Canvas, WTV, Radio 1 een volle frontpagina in De Standaard.
In januari 1997 stuurde Tom Vanhaverbeke Vlaams minister van Cultuur Luc Martens een brief van drie bladzijden waarin hij de uniciteit van de cinema onder de aandacht bracht. Kernwoorden die hij gebruikt zijn bouwwerk op het platteland (tegenover het gewaardeerde stedelijke erfgoed) en volkscultuur.

Als je De Keizer binnenstapt, proef je een nostalgie die nergens anders te vinden is. Een cinema met amper één scherm bestaat haast niet meer, het zou jammer zijn mocht zoiets in de geschiedenisboeken verdwijnen.
— Lieven Debrauwer.

Cinema De Keizer is niet beschermd als monument maar opgenomen in de inventaris van het Bouwkundig Erfgoed. Dit wil zeggen dat het gebouw enige vrijwaring geniet omdat men kan afwijken van de normen rond energie en binnenklimaat, omdat zonevreemde gebouwen andere functies kunnen krijgen en omdat er bij het slopen er een stedenbouwkundige vergunning vereist is die de gemeente alleen kan uitreiken na advies over de erfgoedwaarde. De Keizer ligt in een gebied dat het gewestplan inkleurt als woongebied en waarop de RUP Gildhof van toepassing is, die het bestempelt als architecturaal waardevol patrimonium.
Open Monumentendag stond op zondag 13 september 1998 in het teken van feest. Voor die gelegenheid projecteerde Agnes Debaillie de comedyseries van Charlie Chaplin en Buster Keaton, het Belgavoxjournaal met Gilbert Desmet I in de Tour de France van 1956 en 1963 en filmverslagen over de Karel Van de Poele herdenking in 1946 en de herdenking uit 1970 aan beeldhouwer Albert Termote. Tekenaar Nesten plaatste er een vijftigtal zelfgeschilderde cinemapanelen van filmklassiekers en de heemkundige kring verzorgde de feestzalenhistoriek. VRT Canvas zette met het programma Plankenkoorts op 12 september 1998 de cinema in de kijker. Tot vandaag is De Keizer is een verzamelplaats voor nostalgische cinefielen, een tijdmachine die de sfeer ademt van vervlogen tijden.
Op 31 mei 2012 startte een online-petitie om het gebouw te redden. De petitie werd door meer dan 1200 mensen ondertekend en gesteund door de gemeente, Kinepolis Group, de intergemeentelijke erfgoeddienst Terf, Filmmagie vzw, de Culturele raad en de Heemkundige Kring Karel Van De Poele. Op 5 juli maakte Vlaams minister Geert Bourgeois, bevoegd voor Onroerend Erfgoed, bekend dat er voldoende argumenten zijn die een bescherming verantwoorden en gaf hij opdracht tot de opmaak van het beschermingsdossier met als motivatie dat De Keizer het laatste representatieve en gaaf bewaarde voorbeeld is van een dorpscinema uit de vroege 20e eeuw met een authentieke projectiekamer en dito interieur. Op 29 augustus maakten de nieuwe eigenaars bekend dat zij de cinema van de erfgenamen Debaillie hadden gekocht. Het betreft zeven Lichterveldenaren die de fondsen verwierven om het gebouw aan te kopen. Enkel Hans Maertens, directeur van VOKA West-Vlaanderen, maakt zich bekend. De anderen blijven anoniem. Zij zullen een vzw oprichten die het gebouw in erfpacht krijgt en geleid zal worden door Sofie Eekeman die de cinema voordien al draaiend hield. Vanaf eind 2012 is de bioscoop opnieuw van start gegaan met commerciële films en een digitale projector, maar in het oude decor.

## Verwijzingen
Agnes heeft mij verleid en ik beleef er plezier aan.
— Marc De Bel in Het Nieuwsblad 17.12.1999, p. 16

### Voetnoten
1. ↑  Freddy Sartor & Bert Portvliege. "The last picture show" onder de kerktoren. De overlevingsstrijd van de dorpsbioscoop.[dode link] In: Filmmagie, mei/juni 2010.
2. ↑  Geert Bert met Martin Dewitte van Ciné Light deden de productie met een budget 4 miljoen, gesubsidieerd door de Vlaamse Gemeenschap.
3. ↑  De betekenis van het woord herberg werd smaller in de loop der jaren. Tegenwoordig associeert men het met een drinkplaats of café. Vroeger kon men in een herberg overnachten (logementshuis, afspanning of aubergie), vergaderen, besturen of recht spreken zoals in De Keizer. Gildehuizen en schutterschoven waren gefatsoeneerd (wat De Keizer gezien zijn naam wellicht was), in tegenstelling tot de 'ondeugende' drankslijterijen.
4. ↑  Pieter-Antone en Frans Perneel (schepen van Lichtervelde) wonen er. Zie: Lijst van 19 herbergen voor het middenbestuur uit 1779. Nota's Cleophas Sintobin, 8 augustus 1953.
5. ↑  200 jaar brouwersleven in Lichtervelde, 1986.
6. ↑  Sintobin, p. 13.
7. ↑  Eugène Bekaert werd de eerste voorzitter en Henri Lietaert was er tot 1914 de eerste dirigent. Voor de geschiedenis van deze vereniging zie: Patrick Cornillie. Hoop in de toekomst. Kroniek van 125 jaar koninklijke harmonie De Burgersgilde Lichtervelde (1879-2004). Cultuurvereniging De Burgersgilde, Lichtervelde, 2004.
8. ↑  Georges Vandewalle. Heemkundige kroniek van Lichtervelde 1987. In: Vierde jaarboek Heemkundige Kring, Lichtervelde, 1988, p. 118.
9. ↑  Archief Franse hoofdbesturen in West-Vlaanderen, Brugge.
10. ↑  Amand is geboren op 27 januari 1786. Zijn vader was Carel Goddyn, herbergier in 'De Zwaene'. Hij was geen oom van zijn naamgenoot, kunstschilder en leerkracht van Albert Termote: Amand Goddyn (1863-1933), zoals soms te lezen staat, maar een oom van Amand Goddyn, die in 'De Zwaan' woonde en geboren is op 15 december 1815 en die naar Menen verhuisde om er herbergier te worden.
11. ↑  Vandewalle Georges. Lichterveldse ziekzakjes 2. Uitgave in eigen beheer, Lichtervelde, sd.
12. ↑  Op de zolder ligt een bewaard anker, verzorgd uitgewerkt, mogelijks uit de periode van de brouwerij.
13. ↑  Zie: https://www.cinema-albert.be/historiek. Gearchiveerd op 5 december 2022.
14. ↑  Zie hiervoor: http://www.editiepajot.com/regios/24/articles/24767
15. ↑  https://web.archive.org/web/20201203065317/https://cinemario.be/
16. ↑  Zie: Adelijn Calderon over zijn ‘Historiek der bioscopen van Vilvoorde’ uit 1998. In: Het Nieuwsblad, 29 mei 1998.
17. ↑  Zie: Ruimtelijke ordening, rup.

#### Kranten
- Geliefde cinema De Keizer verliest eigenares Agnes. In: Het Nieuwsblad, 25 mei 2012.
- Agnes Debaillie van dorpsbioscoop cinema De Keizer overleden. In: Het Nieuwsblad, 25 mei 2012.
- Minister Bourgeois laat Cinema De Keizer beschermen.[dode link] In: Het Nieuwsblad, 6 juni 2012.
- 1.000 mensen willen cinemaDe Keizer redden[dode link], in: Het Nieuwsblad, 5 juni 2012.
- Cinema De Keizer wordt wellicht gered, in: Krant van West-Vlaanderen, 4 juni 2012.
- B. Claerbout. Waar cinema nog magie is. In: De Standaard, 9 september 1998.

#### Tijdschriften en boeken
- Patrick Cornillie & Luc Verhelst. Jules Missinne, een groot kunstenaar in een kleine gemeente, Jaarboek heemkundige kring Karel Van de Poele, Lichtervelde, 1986.
- Ann De Gunsch, Catheline Metdepenninghen & Pol Vanneste. Bouwen door de eeuwen heen in Vlaanderen. Inventaris van het cultuurbezit in Vlaanderen, deel 17n2. Ministerie van de Vlaamse Gemeenschap Afdeling Monumenten en Landschappen, Brussel, 2001, p. 446-448.
- Valerie De Volder. De verlichte stad: filmexploitatie in Lichtervelde. Universiteit Gent, communicatiewetenschappen, 2004-2005.
- R.L. Dewulf-Heus. Volkstelling 1748, Vlaamse vereniging voor familiekunde afdeling Brugge, Lichtervelde, sd.
- Luc Haeghebaert. De Zwaanhistorie 1807-2007. Het verhaal van twee eeuwen vriendschap, VZW De Zwaan, Lichtervelde, 2009.
- Luc Haeghebaert. 200 jaar brouwersleven in Lichtervelde (aanvulling), Jaarboek heemkundige kring Karel Van de Poele, Lichtervelde, 1987.
- Freddy Sartor & Bert Portvliege. "The last picture show" onder de kerktoren. De overlevingsstrijd van de dorpsbioscoop. In: Filmmagie, mei/juni 2010.
- Cleophas Sintobin. Bijdragen tot de geschiedenis van Lichtervelde, Lichtervelde, 1952.
- Georges Vandewalle. Beeldhouwer Albert Termote, Uitgave in eigen beheer, Lichtervelde, 1969.
- Georges Vandewalle. Retrospectieve Amand Goddyn, Uitgave in eigen beheer, Lichtervelde, 1983.
- Georges Vandewalle. Albert Termote, beeldhouwer. In: Jaarboek heemkundige kring Karel Van de Poele, Lichtervelde, 1987.

### Video
- Ter Zake 2006, Canvas VRT, 23 maart 2006.
- Reportage Koppen, Gitte Van Hoyweghen en Gonda De Beule, 15 oktober 2009.
- Reportage Agnes Debaillie WTV, 21 mei 2012.
- Reportage toekomst Cinema de Keizer WTV, 4 juni 2012.
- Voormalige cinema De Keizer wordt cultuurhuis Focus WTV, 6 augustus 2021
- Cultuurhuis De Keizer opent met feestweekend Focus WTV, 1 oktober 2021